# Longsha
För andra betydelser, se Longsha (olika betydelser).
Longsha är ett stadsdistrikt och säte för stadsfullmäktige i Qiqihar i Heilongjiang-provinsen i nordöstra Kina.